# Wolraad IV van Waldeck-Eisenberg
Graaf Wolraad IV ‘de Vrome’ van Waldeck-Eisenberg (Slot Eisenberg, 7 juli 1588 – Arolsen, 6 oktober 1640), Duits: Wolrad IV. ‘der Fromme’ Graf von Waldeck-Wildungen (officiële titels: Graf zu Waldeck und Pyrmont), was sinds 1588 graaf van Waldeck-Eisenberg. Hij stichtte de nieuwe linie Waldeck-Eisenberg.
Nooit eerder werd de onafhankelijkheid van het graafschap Waldeck meer bedreigd door Hessen dan tijdens het bewind van graaf Wolraad IV. Samen met zijn oudere broer Christiaan zette hij later echter met succes de op soevereiniteit gerichte territoriale politiek van hun vader Josias I voort. Ze maakten gebruik van de juridische mogelijkheden en kozen tijdens de voor Waldeck rampzalige Dertigjarige Oorlog de voor hun gunstige zijde van Zweden. Het einde van de oorlog en daarmee van het conflict met Hessen hebben beide graven echter niet meer meegemaakt.

## Biografie

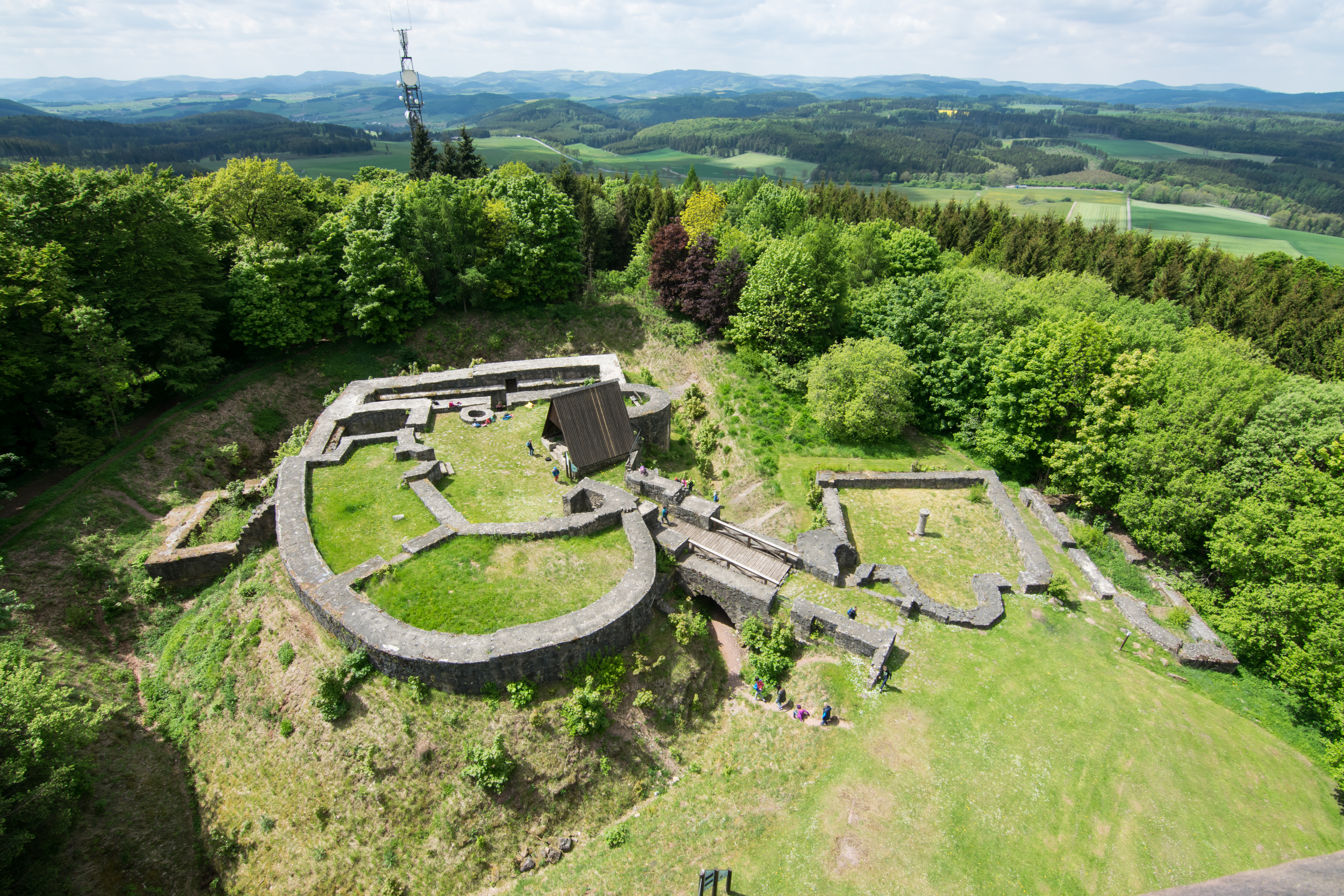
De ruïne van Slot Eisenberg in 2015.

Wolraad werd geboren op Slot Eisenberg op 7 juli 1588 als de tweede zoon van graaf Josias I van Waldeck-Eisenberg en gravin Maria van Barby en Mühlingen. Hij werd aldaar gedoopt op 4 augustus. Twee dagen later, op 6 augustus, overleed Josias I plotseling en overwacht op Slot Eisenberg, waar de gasten voor de doop van Wolraad nog steeds verbleven. Vanwege hun minderjarigheid stonden Wolraad en Christiaan onder voogdij van hun moeder en graaf Frans III van Waldeck-Landau. De door hun vader begonnen hervormingen werden niet voortgezet, tot voordeel van de onder druk geraakte landstand. De andere zijtakken van het Huis Waldeck stierven kort na elkaar uit. Graaf Willem Ernst van Waldeck-Wildungen stierf jong op 16 september 1598 aan dysenterie. Met graaf Frans III van Waldeck-Landau, die zich als geen ander voor hem tegen Hessen verzet had, stierf op 12 maart 1597 ook de zijtak Waldeck-Landau uit. Omdat hij geen nakomelingen had, vermaakte Frans III zijn deel van het graafschap bij testament aan de minderjarige kinderen van graaf Josias I.
Nog jong maakten Wolraad en Christiaan mee hoe het tot dan toe sluimerende conflict over de soevereiniteit over het graafschap Waldeck zich vanaf 1604 – het jaar waarin Christiaan meerderjarig werd – tot een openlijk en later oorlogszuchtig en voor Waldeck dramatisch geschil ontwikkelde. Na het overlijden van landgraaf Lodewijk IV van Hessen-Marburg erfde zijn neef, Maurits van Hessen-Kassel, later ‘de Geleerde’ genoemd, een deel van het land. Hoewel een verandering van godsdienst door het testament was uitgesloten en de Augsburgse Religievrede het niet toeliet, voerde landsheer Maurits, die zich in 1605 tot het calvinisme bekeerde, de gereformeerde belijdenis in en oefende hij naast de religieuze ook politieke druk uit op Waldeck. Wolraad en Christiaan reageerden door het lutheranisme tot de religie voor het gehele graafschap te maken.
Wolraad werd in 1607 meerderjarig. In datzelfde jaar kwam het tot een nieuwe verdeling van het graafschap Waldeck. Want hoewel Wolraad en Christiaan in de regering duidelijk gemeenschappelijk handelden, zou er tussen hen regelmatig ruzie zijn geweest. Wolraad kreeg het noordelijke deel, met de steden Arolsen en Rhoden en Christiaan verkreeg Wildungen, Waldeck, Landau en Wetterburg. Korbach bezaten ze gezamenlijk.
Wolraad en Christiaan volgden vanaf het begin van hun regering in respectievelijk 1604 en 1607 volledig de politiek van hun vader. Na de lange jaren van regentschap en dus het ontbreken van een actief beleid, aangepast aan de noden van de tijd, zou dit zeer onaangenaam voor de jonge graven uitpakken. Door de langdurige periode van politieke stilstand werkten de nu weer oplevende pogingen om het land intern te reorganiseren en tegelijkertijd de begrenzing van de landsheerlijke rechten naar buiten als een scherpe cesuur voor het graafschap Waldeck.
Beide graven lieten zich kort na de kroning van Matthias tot keizer op 20 januari 1612, waarbij Christiaan aanwezig was, de rijksonmiddellijkheid bevestigen. Maar dit alleen stelde de soevereiniteit van het land niet veilig. De lange afwezigheid van een krachtige territoriale politiek in het hele land leidde na 1607, toen Wolraad en Christiaan het graafschap Waldeck opnieuw bij de ‘moderne’ ontwikkelingen probeerden te laten aansluiten, tot een zo groot aantal ernstige conflicten, dat vanaf 1614 duidelijk van een diepe regeringscrisis gesproken kan worden. Alleen al de opeenvolging van Landdagen sinds die tijd is een bewijs van de spanningen die er in het graafschap bestonden. Maar nog zorgwekkender was de druk van buitenaf die door de volstrekt onvoorspelbare landgraaf Maurits, sinds de aanval op de grensstad Freienhagen in 1615, op het graafschap en zijn heersers werd uitgeoefend. Christiaan en Wolraad trokken uit de toenemende gevaren van buitenaf de consequentie dat zij nog in hetzelfde jaar aansluiting zochten bij Wetterauer Grafenverein, waarin kleinere landen zich verenigden tegen Hessen en waarbij de graven van Waldeck reeds ten tijde van graaf Filips II steun hadden gezocht. Bovendien ondernamen zij al het mogelijke om de in de buurgraafschappen ingevoerde defensiemaatregelen ook in Waldeck in te voeren. Gezien de leenrechtelijke banden van Waldeck met Hessen verklaarde landgraaf Maurits de toetreding voor onmogelijk, maar Christiaan had door zijn huwelijk met Elisabeth, dochter van graaf Johan VII ‘de Middelste’ van Nassau-Siegen, de graven van de Wetterauer Grafenverein aan zijn zijde, ook al was ook Maurits een schoonzoon van graaf Johan VII. Maar pas de pogingen van Wolraad en Christiaan om de heerschappij over Korbach te verwerven, provoceerden landgraaf Maurits zodanig dat hij het land binnenviel en bezette.
Behalve met het landgraafschap Hessen-Kassel hadden Wolraad en Christiaan ook geschillen met de stad Korbach, de belangrijkste binnenlandse oppositie. Vanaf 1610 hadden Wolraad en Christiaan het streven van hun vader om de grootste en invloedrijkste stad van het graafschap te beheersen, voortgezet. De omstreden vraag naar de hoogste jurisdictie in Waldeck, die door de graven in hun voordeel was beantwoord, leidde in eerste instantie naar het Rijkskamergerecht. De molens van justitie maalden langzaam. Een in 1619 door kanselier Zacharias Viëtor opgestelde en gepubliceerde deductie, waarin de rijksonmiddellijkheid van Waldeck nogmaals met alle nadruk werd onderstreept, toont aan hoe gevaarlijk de situatie was voor de onafhankelijkheid van het graafschap Waldeck. In de zomer van 1620, had de situatie zich zodanig toegespitst dat landgraaf Maurits het graafschap bezette – met uitzondering van de Burcht Waldeck en Arolsen. Het graafschap zou bij Hessen worden ingelijfd. Waldeck dreigde meer dan ooit tevoren zijn onafhankelijkheid te verliezen. De twee graven van Waldeck gaven niet op. De Wetterauer Grafenverein had soldaten naar Waldeck gestuurd, die samen met graaf Johan VII ‘de Middelste’ in de burcht vastzaten. Terwijl Wolraad prins Maurits van Oranje, een van de meest succesvolle veldheren van die tijd, als medestander won en zo de Nederlanden meesleepte in het conflict, probeerde Christiaan keizer Ferdinand II voor zich te winnen. Het beleid van landgraaf Maurits bleef in het Heilige Roomse Rijk niet onopgemerkt, ondanks dat de Boheems-Paltse Oorlog van groter belang was. Onder druk van onder meer de keizer en dreigende nadelen beëindigde de landgraaf in de zomer van 1621 de bezetting van Waldeck.
Nadat de acuut dreigende situatie voor het graafschap was afgewend, lieten Wolraad en Christiaan het er niet bij zitten en probeerden zij via het Rijkskamergerecht en de Rijkshofraad juridisch dichter bij hun doel te komen. Bovendien eisten zij vergoeding voor de schade die de soldaten van de Hessische landgraaf tijdens de bezetting in Waldeck hadden aangericht. Na langdurige onderhandelingen verplichtte keizer Ferdinand II landgraaf Maurits in 1630 tot betaling. De onderhandelingen hierover werden in 1632 afgesloten in een schikking in Kassel. De onderwerping van Korbach in februari 1624, waar bij verdrag een commissaris van de graven werd aangesteld, zodat de economische macht, die nog steeds de sterkste concurrent in het land was, werd uitgeschakeld, droeg bij tot een zekere ontspanning van de situatie in het graafschap.

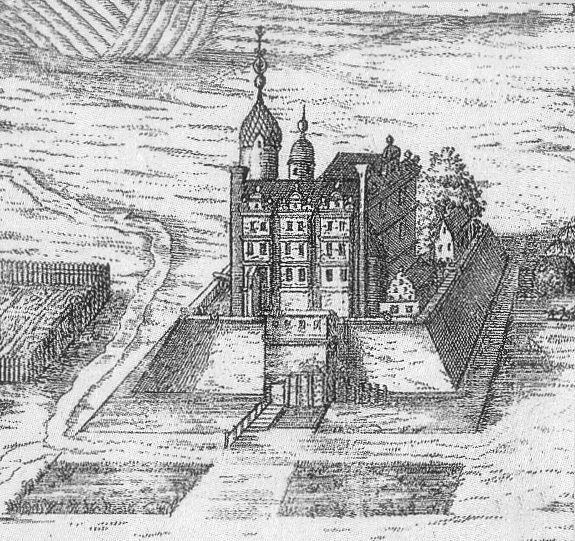
Kopergravure van Slot Pyrmont uit 1698, vermoedelijk in de toestand van voor de Dertigjarige Oorlog.

Zelfs territoriale winst werd geboekt in wat op zich moeilijke tijden waren. Het graafschap Pyrmont werd een deel van Waldeck. Na het overlijden van graaf Filips Ernst van Gleichen op 18 november 1619, regeerde zijn jongere broer Hans Lodewijk in Pyrmont. Toen duidelijk werd dat hij geen nakomelingen zou hebben, sloot hij tijdens zijn leven een erfverdrag met zijn verwanten uit Waldeck, Wolraad en Christiaan, en stond hij in 1625 het graafschap Pyrmont aan hen af. Hans Lodewijk overleed op 15 januari 1631. Wolraad en Christiaan namen begin 1630 de titel graaf van Pyrmont aan.
Tegenover de gunstige ontwikkelingen voor de graven stonden de verwoestende gevolgen van de Dertigjarige Oorlog. De inbezitneming van het bijna 90 kilometer ten noorden van het graafschap Waldeck gelegen graafschap Pyrmont bleek moeilijk te zijn, omdat, evenals in de voorgaande jaren, het prinsbisdom Paderborn aanspraak maakte. Prins-bisschop Ferdinand I liet het graafschap in 1629 bezetten, belegerde Slot Pyrmont en dwong zo na tien maanden de overgave af. In 1631 ontmoette Christiaan echter koning Gustaaf II Adolf van Zweden, wisselde tijdens de oorlog van zijde en verzekerde het graafschap van de steun van de grote mogendheid. Na de overwinning van Zweden op de keizerlijke troepen in juni 1633 in de slag bij Oldendorf, werd ook even later Pyrmont ingenomen en aan de bondgenoten van Waldeck teruggegeven.
De banden van Waldeck met Zweden konden ontberingen en ellende echter niet voorkomen. Doortrekkende troepen hebben het graafschap Waldeck bijna laten leegbloeden. Bovendien brak in het midden van de jaren dertig de pest uit. Keizerlijke troepen namen op 26 september 1636 opnieuw bezit van Slot Pyrmont. De herovering hebben Wolraad en Christiaan niet meer meegemaakt. Wolraad overleed in Arolsen op 6 oktober 1640. Hij werd opgevolgd door zijn oudst overlevende zoon Filips Theodoor.

## Huwelijk en kinderen
Wolraad huwde in Durlach op 8 september 1607 met markgravin Anna van Baden-Hochberg (Hochberg, 13 november 1587 – 11 maart 1649), dochter van markgraaf Jacob van Baden-Hochberg en Elisabeth van Culemborg.

Uit het huwelijk van Wolraad en Anna werden de volgende kinderen geboren:
1. Maria Elisabeth (Slot Eisenberg, 2 september 1608 – Bazel, 19 februari 1643), was sinds 2 oktober 1620 stiftsvrouwe in Gandersheim, werd op 30 maart 1626 decanes aldaar. Was sinds 1623 ook abdis van Klooster Schaaken. Huwde op Slot Karlsburg op 12 januari 1634 met markgraaf Frederik V van Baden-Durlach (Sulzburg, 6 juli 1594 – Slot Karlsburg, 8 september 1659).
2. Josias Floris (Arolsen, 23 juli 1612 – Eilhausen, 1 februari 1613).
3. Filips Theodoor (2 november 1614 – Korbach, 7 december 1645), volgde in 1645 zijn vader op. Huwde in Culemborg op 25 augustus 1639 met gravin Maria Magdalena van Nassau-Siegen (Slot Siegen, 21 oktober 1622 – Spa, 20/30 augustus 1647).
4. Johan Lodewijk (Arolsen, 20 november 1616 – bij Wouw, 17 juli 1638), diende in het Staatse leger.
5. George Frederik (Arolsen, 31 januari 1620Jul. – aldaar, 9 november 1692Jul.), volgde in 1664 zijn neef Hendrik Wolraad op, werd in 1682 verheven tot rijksvorst. Huwde in Culemborg op 29 november/9 december 1643 met gravin Elisabeth Charlotte van Nassau-Siegen (Emmerik, 11 maart 1626 – Culemborg, 16 november 1694Jul.).
6. Jacob (Arolsen, 2 mei 1621 – bij Walbeck, 3 juni 1645), diende in het Staatse leger.
7. Christiaan (Arolsen, 17 maart 1623 – aldaar, 21 oktober 1623).
8. Anna Juliana (Arolsen, 15 januari 1624 – aldaar, 20 augustus 1624).
9. Wolraad V (Arolsen, 25 november 1625 – Bartenstein, 29 januari 1657), was generaal-majoor in Brandenburgse dienst.
10. Charlotte (Arolsen, 4 februari 1629 – aldaar, 3 juli 1629).

## Voorouders
| Voorouders van graaf Wolraad IV ‘de Vrome’ van Waldeck-Eisenberg | Voorouders van graaf Wolraad IV ‘de Vrome’ van Waldeck-Eisenberg                                                             | Voorouders van graaf Wolraad IV ‘de Vrome’ van Waldeck-Eisenberg                                                             | Voorouders van graaf Wolraad IV ‘de Vrome’ van Waldeck-Eisenberg                                                             | Voorouders van graaf Wolraad IV ‘de Vrome’ van Waldeck-Eisenberg                                                             | Voorouders van graaf Wolraad IV ‘de Vrome’ van Waldeck-Eisenberg                            | Voorouders van graaf Wolraad IV ‘de Vrome’ van Waldeck-Eisenberg                              | Voorouders van graaf Wolraad IV ‘de Vrome’ van Waldeck-Eisenberg                           | Voorouders van graaf Wolraad IV ‘de Vrome’ van Waldeck-Eisenberg                           |
| ---------------------------------------------------------------- | --- | --- | --- | --- | ------------------------------------------------------------------------------------------- | --------------------------------------------------------------------------------------------- | ------------------------------------------------------------------------------------------ | ------------------------------------------------------------------------------------------ |
| Betovergrootouders                                               | Filips II van Waldeck-Eisenberg (1452/53–1524) ⚭ 1481 Catharina van Solms-Lich (?–1492)                                      | Otto IV van Hoya (1425–1497) ⚭ Anna van Lippe (1452–1533)                                                                    | Günther XXXIX van Schwarzburg-Blankenburg (1455–1531) ⚭ 1493 Amalia van Mansfeld (1473–1517)                                 | Willem VI van Henneberg-Schleusingen (1478–1559) ⚭ Anastasia van Brandenburg (1478–1557)                                     | Burchard van Barby en Mühlingen (1454–1505) ⚭ 1482 Magdalena van Mecklenburg (?–1532)       | Gebhard VII van Mansfeld-Hinterort (1478–1558) ⚭ 1510 Margaretha van Gleichen (ca. 1495–1567) | Ernst van Anhalt-Zerbst (?–1516) ⚭ 1494 Margaretha van Münsterberg (1473–1530)             | Joachim I Nestor van Brandenburg (1484–1535) ⚭ 1502 Elisabeth van Denemarken (1485–1555)   |
| Overgrootouders                                                  | Filips III van Waldeck-Eisenberg (1486–1539) ⚭ 1503 Adelheid van Hoya (1475–1513)                                            | Filips III van Waldeck-Eisenberg (1486–1539) ⚭ 1503 Adelheid van Hoya (1475–1513)                                            | Hendrik XXXII van Schwarzburg-Blankenburg (1499–1538) ⚭ 1524 Catharina van Henneberg-Schleusingen (1508–1567)                | Hendrik XXXII van Schwarzburg-Blankenburg (1499–1538) ⚭ 1524 Catharina van Henneberg-Schleusingen (1508–1567)                | Wolfgang van Barby en Mühlingen (1502–1564) ⚭ 1526 Agnes van Mansfeld-Hinterort (1511–1558) | Wolfgang van Barby en Mühlingen (1502–1564) ⚭ 1526 Agnes van Mansfeld-Hinterort (1511–1558)   | Johan II van Anhalt-Zerbst (1504–1551) ⚭ 1534 Margaretha van Brandenburg (1511–1577)       | Johan II van Anhalt-Zerbst (1504–1551) ⚭ 1534 Margaretha van Brandenburg (1511–1577)       |
| Grootouders                                                      | Wolraad II ‘de Geleerde’ van Waldeck-Eisenberg (1509–1578) ⚭ 1546 Anastasia Günthera van Schwarzburg-Blankenburg (1526–1570) | Wolraad II ‘de Geleerde’ van Waldeck-Eisenberg (1509–1578) ⚭ 1546 Anastasia Günthera van Schwarzburg-Blankenburg (1526–1570) | Wolraad II ‘de Geleerde’ van Waldeck-Eisenberg (1509–1578) ⚭ 1546 Anastasia Günthera van Schwarzburg-Blankenburg (1526–1570) | Wolraad II ‘de Geleerde’ van Waldeck-Eisenberg (1509–1578) ⚭ 1546 Anastasia Günthera van Schwarzburg-Blankenburg (1526–1570) | Albrecht X van Barby en Mühlingen (1534–1588) ⚭ 1559 Maria van Anhalt-Zerbst (1538–1563)    | Albrecht X van Barby en Mühlingen (1534–1588) ⚭ 1559 Maria van Anhalt-Zerbst (1538–1563)      | Albrecht X van Barby en Mühlingen (1534–1588) ⚭ 1559 Maria van Anhalt-Zerbst (1538–1563)   | Albrecht X van Barby en Mühlingen (1534–1588) ⚭ 1559 Maria van Anhalt-Zerbst (1538–1563)   |
| Ouders                                                           | Josias I van Waldeck-Eisenberg (1554–1588) ⚭ 1582 Maria van Barby en Mühlingen (1563–1619)                                   | Josias I van Waldeck-Eisenberg (1554–1588) ⚭ 1582 Maria van Barby en Mühlingen (1563–1619)                                   | Josias I van Waldeck-Eisenberg (1554–1588) ⚭ 1582 Maria van Barby en Mühlingen (1563–1619)                                   | Josias I van Waldeck-Eisenberg (1554–1588) ⚭ 1582 Maria van Barby en Mühlingen (1563–1619)                                   | Josias I van Waldeck-Eisenberg (1554–1588) ⚭ 1582 Maria van Barby en Mühlingen (1563–1619)  | Josias I van Waldeck-Eisenberg (1554–1588) ⚭ 1582 Maria van Barby en Mühlingen (1563–1619)    | Josias I van Waldeck-Eisenberg (1554–1588) ⚭ 1582 Maria van Barby en Mühlingen (1563–1619) | Josias I van Waldeck-Eisenberg (1554–1588) ⚭ 1582 Maria van Barby en Mühlingen (1563–1619) |